# Andrea Gavazzi
Andrea Gavazzi (Manerbio, 13 novembre 1982) è un ex rugbista a 15 italiano, tallonatore.

## Biografia
Nato e cresciuto nelle file del Rugby Calvisano, ha contribuito attivamente a portare la squadra bresciana fino alla massima serie italiana, conquistando con lei i primi quattro Scudetti e le prime due Coppe Italia (la seconda denominata Trofeo Eccellenza) della storia giallo-nera.

## Palmarès
- Campionati italiani: 5
Calvisano: 2004-05, 2007-08, 2011-12, 2013-14, 2014-15
- Coppe Italia: 1
Calvisano: 2003-04
- Trofei Eccellenza : 2
Calvisano: 2011-12, 2014-15